# Lidija Ivanuša
Lidija Ivanuša, slovenska političarka in podjetnica, * 3. januar 1979. 
Bila je poslanka v 8. sklicu Državnega zbora Republike Slovenije.

## Politika

### Poslanka Državnega zbora RS
Na Državnozborskih volitvah leta 2018 je kandidirala na listi Slovenske nacionalne stranke (SNS), v volilni enoti Celje, v okraju Šentjur pri Celju. Izvoljena je bila s 552, kar je 5,93 %. V tem mandatu je bila članica naslednjih delovnih teles in skupin prijateljstev:
- Odbor za zdravstvo (kot članica)
- Odbor za izobraževanje, znanost, šport in mladino (kot članica)
- Odbor za delo, družino, socialne zadeve in invalide (kot članica)
- Komisija za peticije, človekove pravice in enake možnosti (kot podpredsednica)
- Skupina prijateljstva z Japonsko (kot članica)
- Skupina prijateljstva z Republiko Islandijo (kot članica)
- Skupina prijateljstva z Republiko Bolgarijo (kot članica)

### Izstop iz SNS
20. decembra 2019 je Ivanuša sporočila, da zaradi odstopanja in razhajanja lastnih vrednot z vrednotami Slovenske nacionalne stranke, prestopa v Slovensko demokratsko stranko. Na državnozborskih volitvah 2022 je za poslanko kandidirala v okraju Žalec 1 na listi SDS, a ni bila izvoljena.